# Kristoffer Halvorsen
Kristoffer Halvorsen (13 d'abril de 1996) és un ciclista noruec, professional des del 2016 i fins al 2023.
El 2016 es proclamà campió del món en ruta sub-23 als Mundials de Doha.

## Palmarès
- 2013
  - Vencedor d'una etapa al Trofeu Karlsberg
  - Vencedor d'una etapa a la Kroz Istru
- 2016
  -  Campió del món sub-23 en ruta
  - 1r al Gran Premi d'Isbergues
  - Vencedor d'una etapa al Tour de l'Avenir
  - Vencedor de 2 etapes a l'Olympia's Tour
- 2017
  - 1r a la Handzame Classic
  - Vencedor d'una etapa al Tour de l'Avenir
- 2019
  - Vencedor d'una etapa del Herald Sun Tour
  - Vencedor d'una etapa a la Volta a Noruegaç
- 2021
  - Vencedor d'una etapa a la Volta a Eslovàquia